# Circuit de Cesa
Le Circuit de Cesa (en italien : Circuito di Cesa) est une course cycliste italienne disputée à Cesa, en Toscane. Cette épreuve est organisée depuis 1922. Elle fait actuellement partie du calendrier national de la Fédération cycliste italienne.

## Présentation
La course est habituellement coupée en deux parties. Un premier circuit de 9,2 km est traversé à six reprises par les participants. Les coureurs quittent ensuite cette boucle pour emprunter un second circuit à trois tours, long de 25 km et qui se termine par une très légère montée. Dénuée de grandes difficultés, elle est généralement prisée par les sprinteurs. 
L'édition 2015 sert d'épreuve pour le championnat d'Italie élites sans contrat.

## Palmarès
| Année     | Vainqueur                | Deuxième              | Troisième           |
| --------- | ------------------------ | --------------------- | ------------------- |
| 1922      | Alighiero Burroni        |                       |                     |
| 1923-1924 | ?                        | ?                     | ?                   |
| 1925      | Guerrino Scatragli       |                       |                     |
| 1926      | Livio Liberatorio        |                       |                     |
| 1927      | Lorenzo Saletti          |                       |                     |
| 1928      | Adalino Mealli (it)      |                       |                     |
| 1929      | Ferdinando Lenti         |                       |                     |
| 1930      | Antonio Soffredini       |                       |                     |
| 1931      | Aurelio Margiacchi       |                       |                     |
| 1932      | Lidio Betti              |                       |                     |
| 1933      | Aurelio Margiacchi       |                       |                     |
| 1934      | Corrado Scatragli        |                       |                     |
| 1935      | Mario Rosi               |                       |                     |
| 1936      | Mario Leoni Adolfo Leoni |                       |                     |
| 1937      | Azelio Meacci            |                       |                     |
| 1938      | Primo Volpi              |                       |                     |
| 1939      | Mario Rosi               |                       |                     |
| 1940-1941 | ?                        | ?                     | ?                   |
| 1942      | Domenico Masetti         |                       |                     |
| 1943      | Alberto Roggi            |                       |                     |
| 1944      | non disputé              | non disputé           | non disputé         |
| 1945      | Domenico Masetti         |                       |                     |
| 1946      | Anzio Mariotti           |                       |                     |
| 1947      | Marcello Ciolli          |                       |                     |
| 1948      | Mario Balsamini          |                       |                     |
| 1949      | Pasquale Tenti           |                       |                     |
| 1950      | Gaspare Romiti           |                       |                     |
| 1951      | Santi Galini             |                       |                     |
| 1952      | Idrio Bui                |                       |                     |
| 1953      | Idrio Bui                |                       |                     |
| 1954      | Alberto Capecchi         |                       |                     |
| 1955      | Idrio Bui                |                       |                     |
| 1956      | Marcello Mealli          |                       |                     |
| 1957      | Angeli                   |                       |                     |
| 1958      | Augusto Cioni            |                       |                     |
| 1959      | Baldissera Velleda       |                       |                     |
| 1960      | Domenico Cecchetti (it)  |                       |                     |
| 1961      | Ferri                    |                       |                     |
| 1962      | Rolando Picchiotti       |                       |                     |
| 1963      | Manconi                  |                       |                     |
| 1964      | Glauco Savignani         |                       |                     |
| 1965      | Enrico Paolini           |                       |                     |
| 1966      | Roberto Sani             |                       |                     |
| 1967      | Giovanni Dallai          |                       |                     |
| 1968      | Biagio Pascale           |                       |                     |
| 1969      | Armando Topi             |                       |                     |
| 1970      | Ivo Corsi                |                       |                     |
| 1971      | Glauco Santoni           |                       |                     |
| 1972      | Gaetano Juliano          |                       |                     |
| 1973      | Ennio Mammarelli         |                       |                     |
| 1974      | Paolo Romoli             |                       |                     |
| 1975      | Moreno Mandriani         |                       |                     |
| 1976      | Paolo Marenghi           |                       |                     |
| 1977      | Daniele Caroli           |                       |                     |
| 1978      | Franco Torresi           |                       |                     |
| 1979      | Antonio Ciarrocca        |                       |                     |
| 1980      | Stefano Guerrieri        |                       |                     |
| 1981      | Leo Ferrali              |                       |                     |
| 1982      | Fausto Terreni           |                       |                     |
| 1983      | Massimo Podenzana        |                       |                     |
| 1984      | Fabrizio Vannucci        |                       |                     |
| 1985      | Roberto Ciampi           |                       |                     |
| 1986      | Adriano Spinozzi         |                       |                     |
| 1987      | Andrea Tafi              |                       |                     |
| 1988      | Luca Scinto              |                       |                     |
| 1989      | Sandro Lerici            |                       |                     |
| 1990      | Fabiano Pollastri        |                       |                     |
| 1991      | Oscar Ferrero            |                       |                     |
| 1992      | Giuseppe Geraci          |                       |                     |
| 1993      | Federico Colonna         |                       |                     |
| 1994      | Wladimiro D'Ascenzo      |                       |                     |
| 1995      | Adriano Spinozzi         |                       |                     |
| 1996      | Moreno Di Biase          |                       |                     |
| 1997      | Massimo Sorice           |                       |                     |
| 1998      | Massimo Sorice           | Eliseo Dal Re         | Eddy Serri          |
| 1999      | Claudio Astolfi          |                       |                     |
| 2000      | Daniele Balestri         |                       |                     |
| 2001      | Francesco Mannucci       |                       |                     |
| 2002      | Ivan Fanelli             | Aliaksandr Kuschynski | Giulio Tomi         |
| 2003      | Alessandro Cassolato     | Manuele Spadi         | Francesco Failli    |
| 2004      | Emanuele Bindi           | Riccardo Chiarini     | Manuele Spadi       |
| 2005      | Boris Shpilevsky         | Federico Vitali       | Pierpaolo De Negri  |
| 2006      | Boris Shpilevsky         | Federico Vitali       | Eugenio Loria       |
| 2007      | Alexander Zhdanov        | Marco Borgato         | Stefano Formichetti |
| 2008      | Roman Maximov            | Federico Vitali       | Alexander Zhdanov   |
| 2009      | Alex Buttazzoni          | Andrea Pinos          | Maksym Averin       |
| 2010      | Daniele Angelini         | Alexander Serebryakov | Alexander Zhdanov   |
| 2011      | Christian Grazian        | Yaroslav Rubakha      | Davide Mucelli      |
| 2012      | Nicola Gaffurini         | Christian Grazian     | Mirko Tedeschi      |
| 2013      | Sebastian Stamegna       | Marco Gaggia          | Domenico Falco      |
| 2014      | Marco Maronese           | Marco Corrà           | Davide Belletti     |
| 2015      | Gianluca Milani          | Nicola Toffali        | Federico Borella    |
| 2016      | Daniele Trentin          | Raffaele Radice       | Mattia De Marchi    |
| 2017      | Francesco Mancini        | Luis Gómez            | Matteo Alban        |
| 2018      | Alessandro Pessot        | Giovanni Petroni      | Mattia Bais         |
| 2019      | Nicolás Gómez            | Edoardo Sali          | Jonathan Milan      |
| 2020      | pas de course            | pas de course         | pas de course       |
| 2021      | Egor Igoshev             | Gregorio Ferri        | Noah Bögli          |
| 2022      | Lorenzo Cataldo          | Stefano Rizza         | Lorenzo Magli       |
| 2023      | Marco Andreaus           | Alberto Bruttomesso   | Davide Boscaro      |
| 2024      | Matthew Kingston         | Žak Eržen             | Francesco Di Felice |